# Liên minh các Đảng Cộng sản - Đảng Cộng sản Liên Xô
Liên minh các Đảng Cộng sản - Đảng Cộng sản Liên Xô (tiếng Nga: Союз коммунистических партий — Коммунистическая партия Советского Союза; СКП-КПСС, latin: SKP-KPSS) là một tổ chức có thành viên bao gồm các Đảng Cộng sản đến từ các quốc gia thuộc Liên Xô cũ. Tổ chức này được thành lập từ năm 1993.

## Mục tiêu và phương cách hoạt động của tổ chức
Tổ chức có cá mục tiêu chính: bảo vệ quyền lợi của những người lao động; bảo tồn những thành quả mà nhân dân đạt được trong thời kỳ Xô Viết và khôi phục lại mối giao tình giữa các dân tộc trong Liên bang Xô Viết cũ.
Để thực hiện các mục tiêu trên, Liên minh các Đảng Cộng sản - Đảng Cộng sản Liên Xô đã phối hợp hoạt động của các Đảng Cộng sản thành viên và помогает объединению коммунистов республик на постсоветском пространстве в коммунистические партии республик. Đồng thời, Liên minh các Đảng Cộng sản - Đảng Cộng sản Liên Xô cũng thực hiện việc trao đổi kinh nghiệm và thông tin giữa các Đảng Cộng sản và các phong trào thành viên của tổ chức.
Liên minh các Đảng Cộng sản - Đảng Cộng sản Liên Xô đã tổ chức nhiều đại hội, hội nghị quốc tế và nhiều hoạt động khác hướng tới xã hội nhưng không vi phạm luật pháp của các quốc gia. Liên minh các Đảng Cộng sản - Đảng Cộng sản Liên Xô cũng đưa ra nhiều gợi ý và lời khuyên cho các đảng thành viên trong tổ chức này. Следует отметить, что несмотря на такую разнообразную деятельность, федерация СКП — КПСС пропагандирует свою деятельность.

## Các tổ chức thành viên
- Đảng Cộng sản Liên bang Nga
- Đảng Cộng sản Ukraina (bị cấm ở Ukraina)
- Đảng Cộng sản Belarus
- Đảng Cộng sản Kazakhstan
- Đảng Cộng sản thống nhất Gruzia
- Đảng Cộng sản Nam Ossetia
- Đảng Cộng sản Azerbaijan
- Đảng Cộng sản Litva (bị cấm ở Litva)
- Đảng của những người Cộng sản Cộng hòa Moldava
- Đảng của những người Cộng sản Kyrgyzstan
- Đảng Cộng sản Armenia

Gennady Andreyevich Zyuganov hiện nay là Chủ tịch của tổ chức, thay thế cho Oleg Semyonovich Shenin vào năm 2001 sau khi Shenin tách ra khỏi Đảng Cộng sản Liên bang Nga để lập một Đảng Cộng sản riêng.